# Christmas Songs by Sinatra
Christmas Songs by Sinatra è un album natalizio del crooner statunitense Frank Sinatra, pubblicato nel 1948 dalla Columbia Records.

## Il disco
Christmas Songs contiene standard musicali di Natale cantate con la voce rassicurante del Sinatra giovanile e con grandi cori. Le canzoni sono state registrate tra il 1944 e il 1948, e sono state arrangiate da Axel Stordahl. L'album raggiunse la seconda posizione nella classifica Billboard 200.
Nelle edizioni successive vennero aggiunte sette tracce addizionali, tutte registrate tra il 1948 e il 1950, e l'ordine dei brani venne cambiato.

## Tracce

### Versione LP(1948)
1. White Christmas (Berlin) - 3:25
2. Jingle Bells - 2:37 - (Pierpont)
3. Silent Night - 3:19 - (Mohr, Gruber)
4. Adeste fideles - 2:38 - (Wade, Oakeley)
5. O Little Town of Bethlehem - 3:07 - (Brooks, Redner)
6. It Came Upon a Midnight Clear - 3:34 - (Sears, Willis)
7. Have Yourself a Merry Little Christmas - 2:36 - (Blane, Martin)
8. Santa Claus Is Comin' to Town - 2:36 - (Coots, Gillespie)

### Versione CD(1994)
1. White Christmas (Berlin) - 3:25
2. Silent Night (Wade, Oakeley) - 3:19
3. Adeste fideles (Wade, Oakeley) - 2:38
4. Jingle Bells (Pierpont) - 2:37
5. Have Yourself a Merry Little Christmas (Blane, Martin) - 2:36
6. Christmas Dreaming (A Little Early This Year) (Irving Gordon, Lester Lee) - 3:01
7. It Came Upon the Midnight Clear (Sears, Willis) - 3:34
8. O Little Town of Bethlehem (Brooks, Redner) - 3:07
9. Santa Claus Is Comin' to Town (Coots, Gillespie) - 2:36
10. Let It Snow! Let It Snow! Let It Snow! (Sammy Cahn, Jule Styne) - 2:38
11. Introduction by General Reynolds, Chief of Special Services – 0:57
12. Medley: O, Little Town of Bethlehem/Joy to the World/White Christmas (Brooks, Redner)/(Isaac Watts, Lowell Mason)/(Berlin) – 5:18
13. Ave Maria (Franz Schubert) - 3:31
14. Winter Wonderland (Felix Bernard, Richard B. Smith) - 2:06
15. The Lord's Prayer (Albert Hay Malotte) - 3:36

## Musicisti
- Frank Sinatra - voce;
- Axel Stordahl - arrangiamenti.